# Carlo Coccioli
Carlo Coccioli, né le 15 mai 1920 à Livourne et mort le 5 août 2003 à Mexico, est un écrivain italien qui résida à partir des années 1950 au Mexique.

## Biographie
Carlo Coccioli suit son père officier en Libye (Tripolitaine et Cyrénaïque). À Benghazi, il passe l'essentiel de son enfance et de son adolescence. Il étudie ensuite en Italie, à Fiume (l'actuelle Rijeka) jusqu'au début de la Seconde Guerre mondiale, où il se réfugie en Toscane avec sa mère et est ensuite appelé à combattre.
Après le 8 septembre 1943, il participe aux premiers noyaux de résistants de l'Apennin tosco-émilien. Capturé par les Allemands, il s'évade de la prison de Bologne. Cet épisode lui vaut une médaille de reconnaissance, la guerre finie.
Dans l'immédiat après-guerre, il est diplômé en langues et littératures orientales (hébreu et arabe) auprès de l'Institut oriental de Naples.
Ses premières expériences littéraires remontent à cette période. Elles continuent avec la publication du roman Fabrizio Lupo (1952) à Paris.
Coccioli s'installe au Mexique en 1953. Il y publie une première fois ses principaux livres dont David (1976). Parmi ses livres des années 1960, c'est Documento 127, plus connu sous son titre espagnol (He encontrado al Dios de Israel), qui est retenu pour son itinéraire de conversion au judaïsme.
À partir de 1997, il vit surtout à Cuernavaca avec son fils adoptif Javier, tout en conservant son adresse à Mexico.
Carlo Coccioli est le parrain de l'homme politique français Manuel Valls, baptisé le 24 août 1962 à Barcelone.

## Œuvres
Coccioli écrit couramment en trois langues : italien, français et espagnol (et il se traduit lui-même).
- 1946 : Il migliore e l'ultimo (Florence)
- 1947 : La difficile speranza (Florence)
- 1948 : La piccola valle di Dio (Florence)
- 1950 : Il giuoco (Milan)
- 1950 : Le Ciel et la terre (Il cielo e la terra) (Florence)
- 1952 : Fabrizio Lupo (Paris)
- 1954 : L'immagine e le stagioni (Florence)
- 1956 : Manuel, il messicano (Paris)
- 1957 : Journal ( …1956) (Paris)
- 1958 : Le Caillou blanc (Paris)
- 1959 : Los fanaticos (théâtre) (Buenos Aires)
- 1959 : Un suicide (Paris)
- 1961 : Ambroise (Paris)
- 1961 : Soleil (Paris)
- 1962 : Omeyotl, diario messicano (Florence)
- 1964 : L'aigle aztèque est tombé[4], Librairie Plon (Paris)
- 1967 : Le corde dell'arpa (Milano)
- 1970 : Documento 127 (Florence)
- 1970 : El esperado (teatro) (Mexico)
- 1973 : Uomini in fuga (Milan)
- 1976 : Davide (Milan)
- 1977 : Requiem per un cane	(Milan)
- 1978 : Fabrizio Lupo (Milan)
- 1980 : Le case del lago (Milan)
- 1981 : La casa di Tacubaya	(Milan)
- 1984 : Uno e altri amori (racconti) (Milan)
- 1986 : Rapato a zero (Florence)
- 1987 : Piccolo Karma (Milan)
- 1989 : La sentencia del Ayatola (Mexico)
- 1995 : Tutta la verità (Milan)
- 1998 : San Benjamin Perro (Mexico)